# Przemysław Tytoń
Przemysław Tytoń (pronunciación en polaco: /pʂɛˈmɨswaf ˈtɨtɔɲ/; Zamość, Polonia, 4 de enero de 1987) es un futbolista polaco. Juega como guardameta y milita en el F. C. Twente de la Eredivisie.
Con la selección de fútbol de Polonia ha participado en la Eurocopa 2012.

## Trayectoria
Tytoń jugó para el Hetman Zamość cuando era juvenil. Comenzó su carrera profesional en el Górnik Łęczna. En la temporada 2006-07, el club de la Ekstraklasa fue relegado a la tercera división debido a un escándalo de corrupción. Su solicitud para ser liberado de su contrato fue concedida por la PZPN, tras lo cual firmó un contrato de cinco años con el Roda JC de los Países Bajos.

### Roda JC
Su debut en la Eredivisie llegó el 29 de marzo de 2008, en un empate sin goles ante el Heracles Almelo. Sin embargo, no jugó 
ningún partido en la temporada siguiente.

### PSV
El 16 de agosto de 2011, se anunció que el PSV Eindhoven incorporaría a Tytoń a préstamo por un año, con opción de compra al final de la temporada. El 20 de enero de 2012, se anunció que el PSV le firmó contrato a Tytoń por cuatro años.
El 18 de septiembre de 2011, Tytoń sufrió un duro golpe en la cabeza tras chocar con un compañero durante el partido entre PSV y Ajax, y posteriormente fue retirado en una camilla, con el juego demorado por 15 minutos. Como no hubo daños graves, fue dado de alta del hospital al día siguiente. En el partido de Europa League ante el Rapid Bucarest, Tytoń volvió a la portería del PSV y su equipo ganó 2-1.
Se ganó rápidamente la titularidad en la meta del PSV tras su lesión, dejando relegado al banco al exportero titular Andreas Isaksson en el momento en que Phillip Cocu fue anunciado como entrenador interino tras la salida de Fred Rutten en marzo de 2012. Entre varios partidos con buenas actuaciones, desplegó todo su talento en la semifinal de la Copa de los Países Bajos 2011-12 ante el SC Heerenveen, donde el PSV avanzó a la final gracias a una victoria por 3-1. Tytoń, a veces casi sin ayuda, se mantuvo firme en el arco y le contuvo un penal al máximo goleador de la Eredivisie 2011-12, Bas Dost. Llegó a ser conocido como el "asesino de los penales" entre los medios de comunicación y los aficionados.
Jugó la final de la Copa de los Países Bajos el 8 de abril de 2012, el PSV venció por 3-0 al Heracles Almelo.
Al comienzo de la temporada 2012-13, recibió la camiseta número 1 del PSV tras la salida de Isaksson. Comenzó la temporada como portero titular, por delante de la nueva incorporación, Boy Waterman. Sin embargo, después de cinco partidos de liga, Tytoń fue relegado al banco de suplentes, ya que el nuevo entrenador, Dick Advocaat, prefirió a Waterman como titular.

### Elche CF
En julio de 2014, fue cedido al Elche CF de la Primera División de España.
Rápidamente se hizo con la titularidad y su primer partido oficial fue en la primera jornada de Liga ante el FC Barcelona en el Camp Nou, en la que encajó tres goles, aunque poco pudo hacer. Sin embargo, tras cuatro partidos, perdió la titularidad, que se terminó adjudicando Manu Herrera, siendo relegado al banquillo debido a sus últimas malas actuaciones. Pese a ello, un mes después y debido a una lesión de Herrera, Tytoń recuperó la titularidad, demostrando esta vez sí, sus buenas dotes y salvando a su equipo en unos cuantos partidos, como en el de la jornada 23 ante la SD Eibar en Ipurúa (0:1), donde fue decisivo en la victoria de su equipo, con 4 o 5 intervenciones de gran prestigio. A partir de ahí, ya nadie le quitó la titularidad y fue uno de los pilares de la cómoda salvación del Elche.

### VfB Stuttgart
Para la temporada 2015-16, Tytoń se incorpora al VfB Stuttgart de la Bundesliga de Alemania para los dos siguientes años, tras el descenso final del Elche por problemas económicos. Aquí también se consolidó como portero titular por delante de Mitchell Langerak, aunque sumó de nuevo su segundo descenso consecutivo.

### RC Deportivo
El 30 de junio de 2016 rescinde su contrato con el Stuttgart y ficha por el Deportivo de La Coruña, volviendo así a España para las tres siguientes temporadas. Empezó la temporada como suplente de Germán Lux, pero ante el bajo rendimiento del equipo, debutó en la décima jornada como titular teniendo una buena actuación ante el Valencia CF.

### FC Cincinnati
El 13 de diciembre de 2018 se hizo oficial su fichaje por el FC Cincinnati.

### Regreso a los Países Bajos
Quedó libre al final del año 2021 y, tras unos meses sin equipo, en marzo se comprometió con el Ajax de Ámsterdam hasta final de temporada. Tras la misma firmó con el F. C. Twente por dos años con opción a un tercero.

## Selección nacional

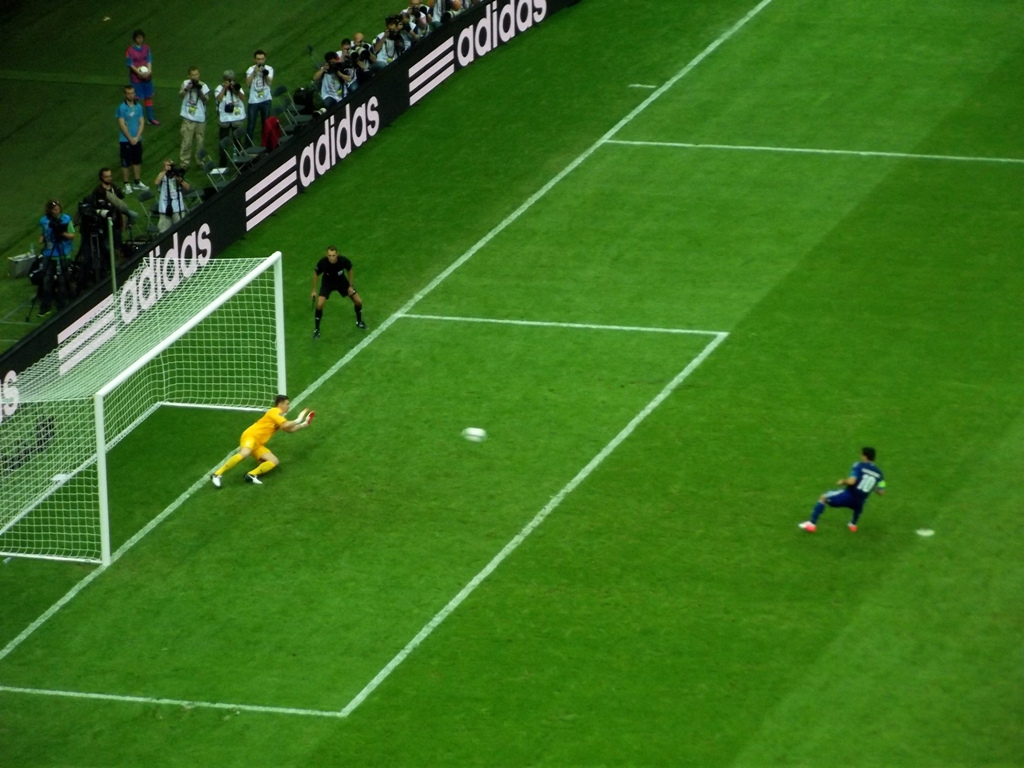
Tytoń le para el penal a Giorgos Karagounis

El 29 de mayo de 2010 debutó con la selección de fútbol de Polonia en un amistoso ante Finlandia que terminó en empate 0-0.
El 11 de agosto de 2010 jugó en el segundo tiempo ante Camerún, donde recibió 2 goles.
Tytoń fue convocado por la selección polaca para disputar la Eurocopa 2012, como segundo portero detrás de Wojciech Szczęsny, después de que Łukasz Fabiański fuera descartado de la competencia debido a una lesión. En el minuto 68 del partido inaugural contra Grecia, Szczęsny recibió una tarjeta roja directa después de cometer un penal. Tytoń entró  para sustituirlo y le detuvo el penal al capitán griego Giorgos Karagounis. El partido terminó en empate 1-1. Se convirtió en el primer portero en la historia de los campeonatos de Europa en parar un penal después de ingresar desde el banquillo. Después del partido, Tytoń dijo que parar ese penal fue "como un sueño": 

«Me sentí como en un sueño, yo era consciente de que había llegado mi oportunidad. Tenía muchas ganas de ayudar al equipo. Gracias a Dios pude pararlo».

 Tytoń continuó como portero titular de Polonia durante los siguientes dos partidos, incluso más allá de la vuelta de Szczęsny tras la suspensión.
De nuevo fue preseleccionado para la Eurocopa 2016 de Francia, pero finamente fue descartado por el seleccionador Adam Nawalka, quien se decantó por el veterano Artur Boruc como tercer portero.

### Participaciones en Copas del Mundo
| Mundial                               | Sede   | Resultado        | Partidos | Goles |
| ------------------------------------- | ------ | ---------------- | -------- | ----- |
| Copa Mundial de Fútbol Sub-20 de 2007 | Canadá | Octavos de final | 0        | 0     |

### Participaciones en Eurocopas

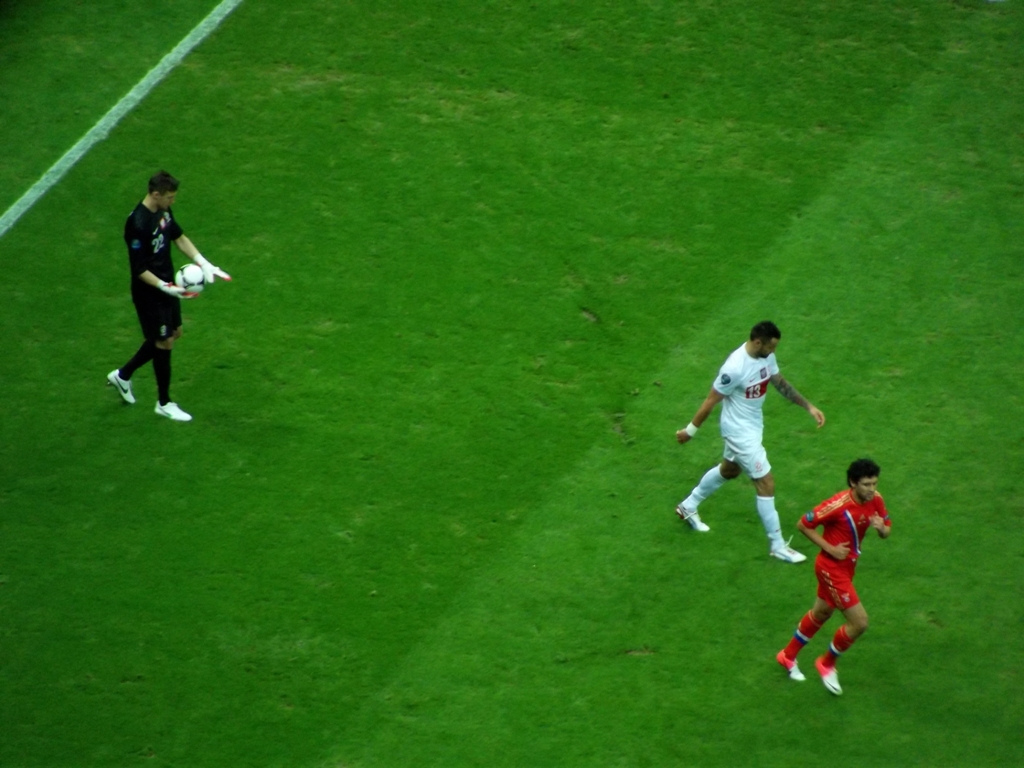
Tytoń en un partido de la Eurocopa 2012 entre Polonia y Rusia

| Copa          | Sede              | Resultado      | Partidos | Goles |
| ------------- | ----------------- | -------------- | -------- | ----- |
| Eurocopa 2012 | Polonia · Ucrania | Fase de grupos | 3        | 0     |

## Estadísticas

### Clubes
Actualizado al último partido jugado el 26 de abril de 2017.
| Rendimiento         | Rendimiento            | Rendimiento         | Liga     | Liga  | Copa                     | Copa                     | Continental | Continental | Otros    | Otros  | Total    | Total |
| Temporada           | Club                   | Liga                | Partidos | Goles | Partidos                 | Goles                    | Partidos    | Goles       | Partidos | Goles  | Partidos | Goles |
| Polonia             | Polonia                | Polonia             | Liga     | Liga  | Copa de Polonia          | Copa de Polonia          | Europa1     | Europa1     | Otros    | Otros  | Total    | Total |
| ------------------- | ---------------------- | ------------------- | -------- | ----- | ------------------------ | ------------------------ | ----------- | ----------- | -------- | ------ | -------- | ----- |
| 2005–06             | Górnik Łęczna          | Ekstraklasa         | 5        | -8    | 0                        | 0                        | -           | -           | -        | -      | 5        | -8    |
| 2006–07             | Górnik Łęczna          | Ekstraklasa         | 15       | -36   | 4                        | -4                       | -           | -           | -        | -      | 19       | -40   |
| Países Bajos        | Países Bajos           | Países Bajos        | Liga     | Liga  | Copa de los Países Bajos | Copa de los Países Bajos | Europa      | Europa      | Otros2   | Otros2 | Total    | Total |
| 2007-08             | Roda JC                | Eredivisie          | 1        | 0     | 0                        | 0                        | -           | -           | 0        | 0      | 1        | 0     |
| 2008–09             | Roda JC                | Eredivisie          | 0        | 0     | 0                        | 0                        | -           | -           | 0        | 0      | 0        | 0     |
| 2009–10             | Roda JC                | Eredivisie          | 16       | -27   | 0                        | 0                        | -           | -           | 4        | -7     | 20       | -34   |
| 2010–11             | Roda JC                | Eredivisie          | 27       | -36   | 3                        | -4                       | -           | -           | -        | -      | 30       | -40   |
| 2011–12             | Roda JC                | Eredivisie          | 2        | -4    | 0                        | 0                        | -           | -           | -        | -      | 2        | -4    |
| 2011–12             | PSV                    | Eredivisie          | 12       | -16   | 3                        | -3                       | 3           | -2          | -        | -      | 18       | -21   |
| 2012-13             | PSV                    | Eredivisie          | 6        | -7    | 1                        | -1                       | 2           | -1          | 1        | 0      | 10       | -9    |
| 2013-14             | PSV                    | Eredivisie          | 6        | -9    | 1                        | -1                       | 3           | 0           | 0        | 0      | 10       | -10   |
| España              | España                 | España              | Liga     | Liga  | Copa del Rey             | Copa del Rey             | Europa      | Europa      | Otros    | Otros  | Total    | Total |
| 2014–15             | Elche CF               | Liga BBVA           | 32       | -47   | 3                        | -5                       | -           | -           | -        | -      | 35       | -52   |
| 2016–17             | Deportivo de La Coruña | La Liga             | 13       | -23   | 0                        | 0                        | -           | -           | -        | -      | 13       | -23   |
| 2017–18             | Deportivo de La Coruña | La Liga             | 1        | -4    | 1                        | -4                       | -           | -           | -        | -      | 2        | -8    |
| Alemania            | Alemania               | Alemania            | Liga     | Liga  | Copa de Alemania         | Copa de Alemania         | Europa      | Europa      | Otros    | Otros  | Total    | Total |
| 2015–16             | VfB Stuttgart          | Bundesliga          | 30       | -61   | 0                        | 0                        | -           | -           | -        | -      | 30       | -61   |
| Total               | Polonia                | Polonia             | 20       | -44   | 4                        | -4                       | –           | –           | –        | –      | 24       | -48   |
| Total               | Países Bajos           | Países Bajos        | 70       | -106  | 8                        | -9                       | 8           | -3          | 5        | -7     | 91       | -125  |
| Total               | España                 | España              | 46       | -74   | 4                        | -9                       | –           | –           | –        | –      | 50       | -83   |
| Total               | Alemania               | Alemania            | 30       | -61   | 0                        | 0                        | –           | –           | –        | –      | 30       | -61   |
| Total en su carrera | Total en su carrera    | Total en su carrera | 166      | -285  | 16                       | -22                      | 8           | -3          | 5        | -7     | 195      | -317  |

1 Incluye partidos de UEFA Champions League y UEFA Europa League.
2 Incluye partidos de Supercopa de los Países Bajos y play-offs de la Eredivisie.
Estadísticas en reserva
| Rendimiento         | Rendimiento         | Rendimiento         | Liga     | Liga  | Total    | Total |
| Temporada           | Club                | Liga                | Partidos | Goles | Partidos | Goles |
| Países Bajos        | Países Bajos        | Países Bajos        | Liga     | Liga  | Total    | Total |
| ------------------- | ------------------- | ------------------- | -------- | ----- | -------- | ----- |
| 2013–14             | Jong PSV            | Eerste Divisie      | 7        | -14   | 7        | -14   |
| Total               | Países Bajos        | Países Bajos        | 7        | -14   | 7        | -14   |
| Total en su carrera | Total en su carrera | Total en su carrera | 7        | -14   | 7        | -14   |

### Selección nacional
| \| Fecha \| Ciudad \| Local \| Resultado \| Visitante \| Competencia \| \| ---------- \| --------- \| ---------- \| --------- \| --------------- \| -------------------------- \| \| 29-05-2010 \| Kielce \| Polonia \| 0:0 \| Finlandia \| Amistoso \| \| 11-08-2010 \| Szczecin \| Polonia \| 0:3 \| Camerún \| Amistoso \| \| 07-09-2010 \| Cracovia \| Polonia \| 1:2 \| Australia \| Amistoso \| \| 12-10-2010 \| Montreal \| Ecuador \| 2:2 \| Polonia \| Amistoso \| \| 02-09-2011 \| Varsovia \| Polonia \| 1:1 \| México \| Amistoso \| \| 08-06-2012 \| Varsovia \| Polonia \| 1:1 \| Grecia \| Eurocopa 2012 \| \| 12-06-2012 \| Varsovia \| Polonia \| 1:1 \| Rusia \| Eurocopa 2012 \| \| 16-06-2012 \| Breslavia \| Polonia \| 0:1 \| República Checa \| Eurocopa 2012 \| \| 07-09-2012 \| Podgorica \| Montenegro \| 2:2 \| Polonia \| Eliminatorias Mundial 2014 \| \| 11-09-2012 \| Breslavia \| Polonia \| 2:0 \| Moldavia \| Eliminatorias Mundial 2014 \| \| 12-10-2012 \| Varsovia \| Polonia \| 1:0 \| Sudáfrica \| Amistoso \| \| 17-10-2012 \| Varsovia \| Polonia \| 1:1 \| Inglaterra \| Eliminatorias Mundial 2014 \| \| 14-11-2012 \| Gdansk \| Polonia \| 1:3 \| Uruguay \| Amistoso \| \| 26-03-2016 \| Breslavia \| Polonia \| 5:0 \| Finlandia \| Amistoso \| |           |            |           |                 |                            |
| Fecha | Ciudad    | Local      | Resultado | Visitante       | Competencia                |
| 29-05-2010 | Kielce    | Polonia    | 0:0       | Finlandia       | Amistoso                   |
| 11-08-2010 | Szczecin  | Polonia    | 0:3       | Camerún         | Amistoso                   |
| 07-09-2010 | Cracovia  | Polonia    | 1:2       | Australia       | Amistoso                   |
| 12-10-2010 | Montreal  | Ecuador    | 2:2       | Polonia         | Amistoso                   |
| 02-09-2011 | Varsovia  | Polonia    | 1:1       | México          | Amistoso                   |
| 08-06-2012 | Varsovia  | Polonia    | 1:1       | Grecia          | Eurocopa 2012              |
| 12-06-2012 | Varsovia  | Polonia    | 1:1       | Rusia           | Eurocopa 2012              |
| 16-06-2012 | Breslavia | Polonia    | 0:1       | República Checa | Eurocopa 2012              |
| 07-09-2012 | Podgorica | Montenegro | 2:2       | Polonia         | Eliminatorias Mundial 2014 |
| 11-09-2012 | Breslavia | Polonia    | 2:0       | Moldavia        | Eliminatorias Mundial 2014 |
| 12-10-2012 | Varsovia  | Polonia    | 1:0       | Sudáfrica       | Amistoso                   |
| 17-10-2012 | Varsovia  | Polonia    | 1:1       | Inglaterra      | Eliminatorias Mundial 2014 |
| 14-11-2012 | Gdansk    | Polonia    | 1:3       | Uruguay         | Amistoso                   |
| 26-03-2016 | Breslavia | Polonia    | 5:0       | Finlandia       | Amistoso                   |

## Palmarés

### Campeonatos nacionales
| Título                        | Club              | País         | Año  |
| ----------------------------- | ----------------- | ------------ | ---- |
| Copa de los Países Bajos      | PSV Eindhoven     | Países Bajos | 2012 |
| Supercopa de los Países Bajos | PSV Eindhoven     | Países Bajos | 2012 |
| Eredivisie                    | Ajax de Ámsterdam | Países Bajos | 2022 |